# Dobó István Gimnázium
Az Egri Dobó István Gimnázium egy nagy múltú gimnázium Egerben.

## Története
A vallás- és közoktatásügyi miniszter az 1891-92-es tanévtől engedélyezte Egerben reáliskola létrejöttét. Az iskolaalapítással Orlovszky István beregszászi polgári iskolai tanárt bízta meg. A tanítás tényleges indulásakor, 1891-ben Kemény Ferenc vette át mint megbízott igazgató az intézmény irányítását. Kemény igazgatói kinevezésére 1893-ban került sor, de 1894-ben már a budapesti Főreáliskolában (Eötvös József Gimnázium) tanított.
Az intézmény 1921-ben vette fel az egri vár hős védőjének Dobó Istvánnak a nevét. Az iskola hivatalos elnevezése „Egri Magyar Királyi Állami Dobó István Reáliskola” lett. Ezzel egy időben azonos nevű cserkészcsapat is alakult az iskolában. Az 1936-os tanév végén az iskola neve és oktatási rendje ismét változott, hivatalos elnevezése „Egri Magyar Királyi Állami Dobó István Gimnázium” lett. Ezzel együtt a humán tárgyak oktatása nagyobb szerepet kapott, s ettől kezdve tanították az iskolában a latin nyelvet.
1949-ben először a Ciszterci Gimnáziummal egyesült, majd 1950-ben az Angolkisasszonyok leányiskoláját is a Dobó István Gimnáziumhoz csatolták, így a város egyetlen gimnáziuma volt 1954-ig. Ekkor a volt Angolkisasszonyok iskolája helyén önálló intézmény alakult Szilágyi Erzsébet Leánygimnázium néven. 1957-ben a volt Ciszterci Gimnázium is újra önálló intézmény lett Gárdonyi Géza Gimnázium néven.
Az 1960/61-es tanévben vezették be a középiskolákban a politechnika oktatást. A Dobó István Gimnázium tanulói a város ipari üzemeiben vettek részt hetente egy nap szakmai oktatásban (a Bervában, a Hajtóműgyárban illetve a Faipari vállalatnál). 1970-ben a gimnáziumban kialakult gyakorlat alapján jött létre Egerben a Gép- és Műszeripari Szakközépiskola mint önálló oktatási intézmény.
1965 nagy változást hozott az iskolában. Ekkor indult, a 3/4 évszázadon át szigorúan fiúgimnáziumként működő intézményben, a koedukált oktatás. A 450 fiú közé felvették az első 7 leány tanulót. 1974-től 1994-ig az egri honvéd kollégium hallgatói is a gimnáziumban tanultak, ezek az osztályok 1980-tól a Szilágyi Erzsébet Gimnáziumban is működtek a honvéd kollégiumok megszüntetéséig.
1986-ban az erdész tagozatos tanulókat átvette az akkor alakult mátrafüredi Vadas Jenő szakközépiskola.

## Épülete
1687-ben a törökök Egerből való távozását követően azonnal megjelentek a jezsuiták és már a következő év elején megnyitották a jezsuita gimnáziumot. Ennek a gimnáziumnak a szervezete az 1697-ben nyitott retorikai osztállyal vált teljessé. A Hosszú utcában álló épület hamar kicsinek bizonyult. 1749-ben Foglár György kanonok egy nagyobb, belvárosi telket adományozott a jezsuita rendnek. Itt rakták le az új épület alapkövét 1750 július 1-jén. Az épület 1754-ben készült el. 1773-ig oktattak itt a jezsuiták, ekkor a jezsuita rend feloszlatását követően, az épületet és az oktatást is a ciszterci rend vette át.
1827. augusztus 26-án leégett a ciszterci temploma, kolostora és gimnáziuma. A romos gimnáziumot a rend eladta Pyrker érseknek, aki továbbajándékozta a katonaságnak, így az épületből helyreállítását követően laktanya lett. A vallás- és közoktatásügyi miniszter az 1891-92-es tanévtől engedélyezte Egerben a négyosztályos alreáliskola felállítást ez az ismét városi tulajdonba került jezsuita kollégium épületében kezdte meg munkáját.

## Neves tanárai
Bölcsészettudósok 
- Kaló Ferenc
- Madarász Flóris

Festőművészek
- Gódor Kálmán

Irodalmi munkásság
Sportszakemberek
- Kemény Ferenc
- id. Csányi Barna

Természettudományos munkásság
- Legányi Ferenc botanikus
- Láng Sándor geográfus, karsztkutató, egyetemi tanár.

Zeneművészek

## Ismert diákjai
Építészek
Írók
- Utassy József

Képzőművészek
Mérnökök
- Stefán István (1940-2013✝) mérnök, üzletember, vállalkozó, a Medimetal alapítója, a traumatológiai implantátumgyártás magyarországi meghonosítója, az Egri Baptista Gyülekezet vezetője, az Egri Dobó István Gimnázium öregdiákja

Politikusok
- Pető Iván politikus, történész, az SZDSZ elnöke (1991-1997)
- Szabó János honvédelmi miniszter

Sportolók
- Bárány István (úszó) olimpiai ezüst- és bronzérmes
- Bitskey Zoltán úszó
- Bakó Jenő úszó
- Osváth Sámuel a Magyar Úszószövetség főtitkára 1987-1990

Színház- és filmművészeti szakemberek
Színművészek
- Debrei Zsuzsanna
- Kristóf Tibor
- Tóth Enikő

Tudósok
- Bán Imre, irodalomtörténész
- Csörgő Sándor
- Fehérvári Géza művészettörténész, régész és orientalista
- M. Szabó Miklós akadémikus
- Mészáros Tamás
- Osváth Gábor
- Farkas Henrik fizikus
- Salga Attila eszperantista, szlavista, nyelvész, újságíró
- Székely Gábor nyelvész, a Nyíregyházi Egyetem professzor emeritusa

Újságírók, rádiós, televíziós személyiségek
Zeneművészek
- Kroó György zenekritikus